# La Bataille des Amazones
La Bataille des Amazones est un tableau de Pierre Paul Rubens réalisé entre 1617 et 1618 sur panneau de chêne. Cette peinture est exposée à l'Alte Pinakothek de Munich dans le cabinet 8 ayant pour thème les peintures flamandes du XVIIe siècle.
Il représente une bataille impliquant des Amazones sur un pont. La composition s'inspire de La Bataille d'Anghiari de Léonard de Vinci.